# Andira frondosa
Andira frondosa är en ärtväxtart som beskrevs av Carl Friedrich Phil.Sigm. Martius. Andira frondosa ingår i släktet Andira och familjen ärtväxter.

## Underarter
Arten delas in i följande underarter:
- A. f. frondosa
- A. f. longifoliolata